# L'equip de Cardiff
L'equip de Cardiff (en francès: L'Équipe de Cardiff) és una pintura a l'oli sobre tela realitzada l'any 1913 pel pintor francès Robert Delaunay. Es tracta del segon quadre d'una sèrie del mateix tema produïda entre 1912 i 1913, i presentat al Salon des Indepéndents, l'any 1913. Actualment el quadre forma part de la col·lecció del Museu d'Art Modern de París.

## Història i descripció
Robert Delaunay estava molt implicat en els moviments artístics de principis del segle xx. Després de passar pel neoimpressionisme i el divisionisme, va crear el simultaneisme, amb la seva dona, Sonia Delaunay, una tècnica que tenia com a objectiu crear harmonia pictòrica a través de l'arranjament simultani de colors. Igual que els seus amics Guillaume Apollinaire i Blaise Cendrars, Delaunay estava fascinat per la modernitat, ja fos per les gestes dels aviadors, com mostra en el seu Homenatge a Blériot, com aquí per l'esport del rugbi, llavors en plena expansió i ja molt popular a França i a les Illes Britàniques. Delaunay es va inspirar en una fotografia que va veure en una revista d'un partit de rugbi en la sèrie de pintures de la qual aquesta és la segona obra que va fer.
El quadre mostra un partit en què hi participa l'equip de rugbi de Cardiff, a Gal·les, contra un adversari desconegut, probablement un equip francès. Es mostren sis jugadors de rugbi en la part inferior del quadre, amb roba d'esport i en acció, els seus jerseis de colors brillants fets amb línies crues. Tres dels jugadors duen jerseis de ratlles blaves, mentre que els altres tres esportistes pertanyen a l'equip rival. Es veu un d'ells saltant mentre agafa la pilota. En la part alta del quadre, hi ha un cartell publicitari amb l'eslògan “Astra” i darrere seu alguns dels gran invents i creacions del moment: un biplà, una muntanya russa i la Torre Eiffel. Es pot veure la firma "Delaunay" al peu de la torre en el que sembla un anunci, amb els noms de les ciutats de Nova York i París a sota.

## Anàlisi
Durant el mateix període, Delaunay va pintar Finestres, una sèrie de quadres més propers a l'art abstracte. Tanmateix, en la sèrie dedicada a l'equip de Cardiff, els quadres no es poden considerar abstractes, en haver-hi molts elements del dia a dia visibles: els jugadors de rugbi, el cartell publicitari, la torre Eiffel, la muntanya russa. Aquesta sèrie és, no obstant això, un vibrant manifesto del simultaneisme molt més que la sèrie Finestres, segons Pascal Rousseau.